# Institut de météorologie et de gestion de l'eau de Pologne
L’Institut de météorologie et de gestion de l'eau de Pologne (Instytut Meteorologii i Gospodarki Wodnej ou IMGW) est l'agence responsable, entre autres, des services météorologiques et hydrologiques en Pologne. L'IMGW fait partie du ministère de l'Environnement de la Pologne et il est financé par des fonds publics (budget de l’État, fonds de l'Union européenne et fonds d'EUMETSAT) en plus de revenus générés par ses propres activités commerciales (vente de données hydrologiques et météorologiques, analyses spécialisées, services internet, etc.).

## Mission
L'IMGW a été créé par la résolution n° 338/72 du Conseil des ministres du 30 décembre 1972 par la fusion de l’Institut d'hydrologie et de l’Institut météorologique de gestion de l'eau. La loi le régissant a été modifiée le 30 avril 2010 et précise que l'IMGW effectue des mesures hydrologiques et météorologiques systématiques, recueille, archive, traite et fournit celles-ci au public et autres partenaires internationaux. L'IMGW mène également des activités de recherche.
L'IMGW élabore et diffuse des prévisions et des avertissements pour le bien de la population et de l'économie nationale, ainsi que suit la qualité des ressources en eau et la pollution. Il dresser un bilan de l'état et la sécurité des barrages technique. Collecte et traite de l'information pour les pouvoirs publics et les propriétaires des ressources hydriques selon les procédures standard prévues dans le règlement. IMGW peut vendre les informations recueillies ce qui constitue un revenu indépendant. IMGW participe aux activités de l'Organisation météorologique mondiale (OMM), d'autres agences des Nations unies et d'EUMETNET. Il coopère avec d'autres organisations et institutions nationales, ainsi qu'avec des organismes internationaux.

## Infrastructure

### Réseau de radars
Le réseau de radars POLRAD été acheté grâce à un prêt de la Banque mondiale et installé de 1995 à 2004. En 2009, les radars ont été mis à niveau avec la double polarisation. Ils couvrent l'ensemble du pays. Le Centre de télédétection de l'IMGW supervise les radars météorologiques opérationnel et d'autres systèmes de télédétection, en plus de conduire des travaux de recherche sur le sujet. Les données du réseau POLRAD sont traitées et visualisées en direct par un logiciel pour l'usage des services de météorologie et d'hydrologie, ils sont fournis en différé sur le site internet de la IMGW pour le publix

### Stations hydrométéorologiques
L'IMGW-PIB a 63 stations hydrométéorologiques synoptiques recueillant des mesures pour la recherche météorologique et climatique, principalement à l'aide d'équipements automatisés. Il exploite aussi environ 795 jauges du niveau des cours d'eau et 978 stations pluviométriques. Il maintient en particulier deux  stations affiliées au réseau de haute montagne de l'Organisation météorologique mondiale (OMM), dont l'Observatoire météorologique de haute montagne Tadeusz Hołdys sur la Sniejka.

### Données satellitaire et de foudre
La Pologne est un membre d'EUMETSAT et reçoit donc les données de Meteosat. L'IMGW-PIB exploite aussi environ 9 station de détection de la foudre qu'elle partage avec le reste de l'Europe.

## Charte graphique
Le logo, sous sa forme complète, existait avant juin 2010, cependant seules les versions postérieures sont listées ici :

Logo, de juin 2010 à mai 2017
Logo, de juin 2017 à septembre 2019
Logo actuel, depuis octobre 2019

Le logo, sous sa forme compacte, existe sur le site web depuis avril 2004 :

Logo, de avril 2004 à septembre 2019
Logo actuel, depuis octobre 2019